# L.R. 비첸차
L.R. 비첸차(이탈리아어: L.R. Vicenza S.p.A.)는 1902년에 창단된 이탈리아의 축구 클럽으로 베네토주 비첸차를 연고지로 한다.

## 역사
1911년 이탈리아 축구 선수권 대회에 처음 참가하였으며 대회 결승전까지 진출했지만 당시 이탈리아에서 강팀으로 여겨진 프로 베르첼리에 패하고 만다. 1920년대부터 1930년대까지 하위 리그에 속해 있었고 1942-43 시즌에서 처음으로 세리에 A로 승격되었다. 토리노에서 열린 시즌 마지막 경기에서 유벤투스를 6-2로 격파하고 잔류하는 데에 성공한다.

### 라네로시 비첸차
1946-47 시즌 세리에 A에서 5위를 차지했지만 1947-48 시즌에서 20위를 차지하면서 강등된다. 1950년대 초반 재정난에 빠졌지만 1953년 스키오의 양모 회사인 라네로시에 매각되면서 팀 이름도 라네로시 비첸차로 바뀐다.

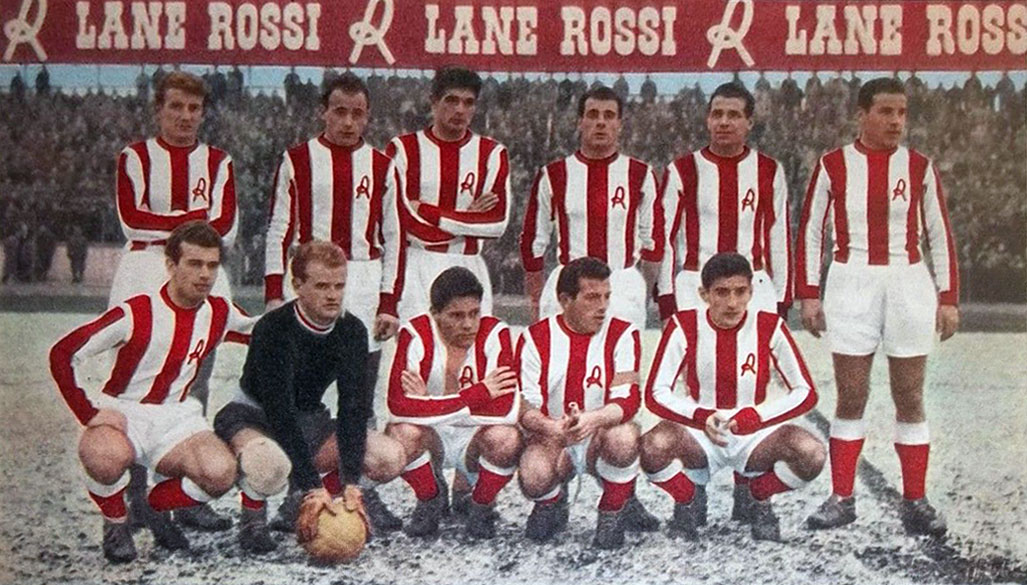
1953-54 라네로시 비첸차 선수들

1955년부터 1975년까지 세리에 A에서 단 한번도 강등되지 않았으며 1963-64 시즌과 1965-66시즌에서 6위를 차지했다. 1965-66 시즌에서는 브라질 출신 공격수 루이스 비니시우가 25골을 기록면서 득점왕에 오르기도 했다.
1975년 세리에 B로 격하되었지만 1976-77 시즌에서 우승을 차지하면서 승격된다. 1977-78 세리에 A 시즌에서는 24골을 기록하면서 득점왕에 오른 신예 공격수 파올로 로시의 활약에 힘입어 2위를 차지했고 그로 인해 "레알 비첸차"(Real Vicenza)라는 이름이 붙기도 했다. 하지만 로시가 당시 이적 시장 최고 금액인 2,600만 리라를 지불하고 유벤투스로 이적하면서 팀은 1979-80 시즌에서 세리에 B로 강등되었고 1980-81 시즌에서는 세리에 C1으로 강등되기에 이른다.
1980년대 중반 로베르토 바조가 이 클럽에서 데뷔했으며 1985-86 세리에 B 시즌에서 3위를 차지해 세리에 A 승격이 확정되었지만 구단이 제2차 토토네로(암거래 축구 복권) 스캔들에 연루된 것과 관련된 징계로 승격이 무효로 처리되었고 1986-87 시즌에서 세리에 C1으로 강등되는 징계를 받게 된다.

### 비첸차 칼초
1990년 클럽 이름을 비첸차 칼초로 변경했고 1993년 세리에 B, 1995년 세리에 A로 승격된다. 1995-96 세리에 A 시즌에서 9위를 차지했으며 1997년 코파 이탈리아에서 나폴리를 3-1로 누르고 우승을 차지한다. 1997-98 UEFA 컵 위너스컵에서 준결승전까지 진출했지만 잉글랜드의 첼시에 패하고 만다.
1999년 세리에 B로 강등되었지만 2001년 세리에 A로 승격된다. 2004-05 세리에 C1 강등 여부를 결정하는 세리에 B 강등 플레이오프에서 US 트리에스티나에 패했지만 제노아와 페루자가 강등당하는 징계를 받으면서 잔류하게 된다.
2011-12 시즌, 비첸차는 엠폴리 FC와의 강등 플레이오프에서 패배해 레가 프로 프리마 디비시오네로 강등되었지만 2012-13 시즌 직전에 이탈리아 축구 스캔들로 세리에 A에서 레가 프로 프리마 디비시오네로 강등하는 판결을 받은 US 레체를 대체해 세리에 B에 잔류하게 된다. 그러나 곧바로 19위를 기록하며 강등되었다.

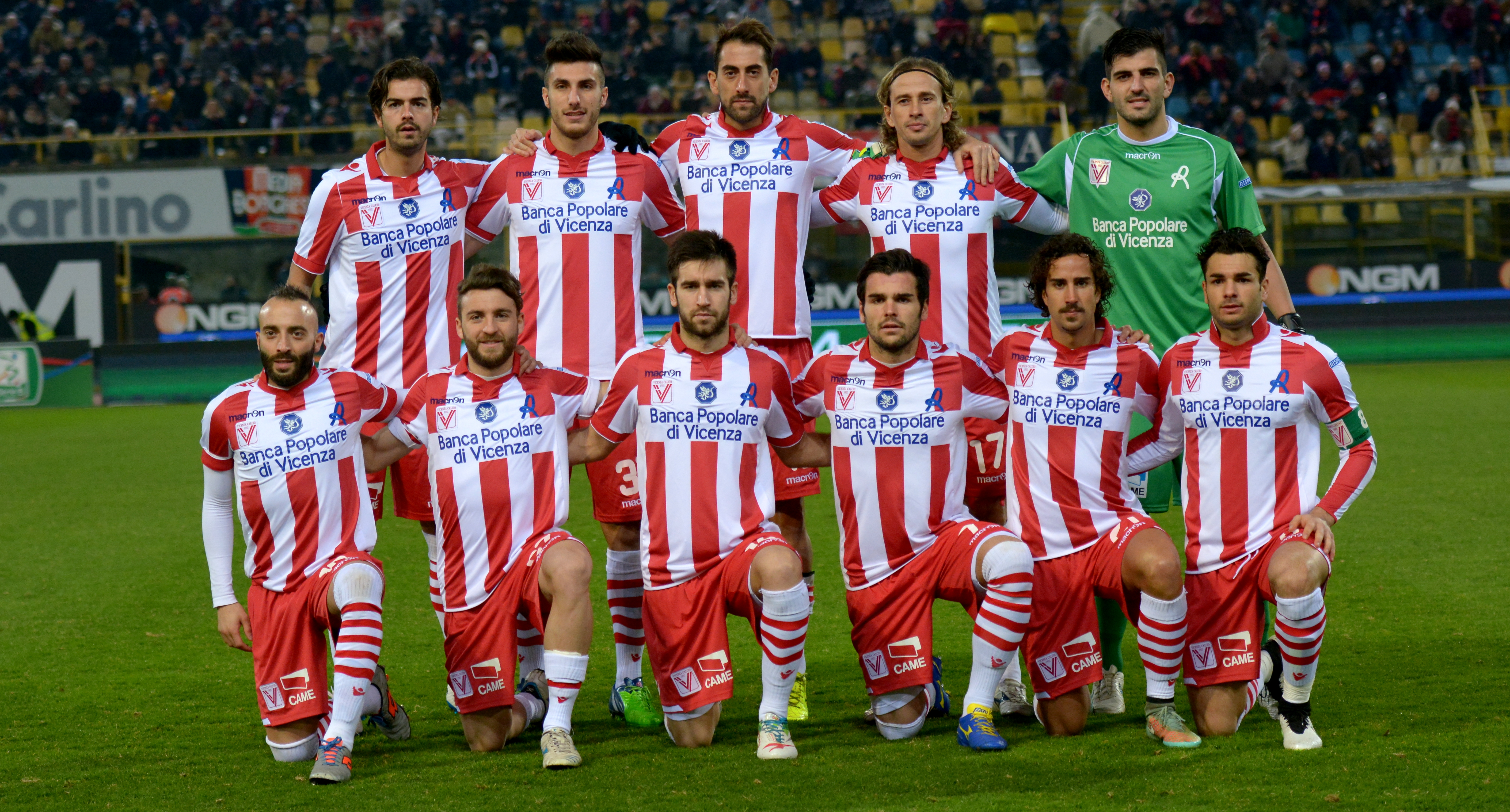
2014-15 시즌 세리에 B 볼로냐전

2013-14 시즌을 5위로 마치며 승격 플레이오프에서 사보나 FBC에 연달아 패배하며 승격에 실패하는데 2014-15 시즌부터 레가 프로 프리마 디비시오네가 폐지되고 레가 프로로 통합되면서 레알 비첸차와 리그에서 전례없는 지역 더비가 생길수 있었지만 시에나의 파산으로 승격되면서 무산되었다. 이후 2016-17 시즌 20위를 기록하며 다시 강등되었다.

### 비첸차 비르투스
2016년 3월부터 워크아웃 절차에 들어간 비첸차는 해가 지날수록 상황이 나아지지 않았고 2017년 9월부터는 급료 미지급 상황까지 가면서 결국 2018년 1월, 비첸차 칼초는 파산을 선언했다. 이에 바사노델그라파 소재의 바사노 비르투스 구단이 비첸차의 모든 자산을 인수하고, 구단명을 L.R. Vicenza Virtus S.p.A.로 변경하고, 구단 사무실을 비첸차로 이전했다.

## 역대 주요 성적

### 국내 대회
- 코파 이탈리아
  - 우승 (1회): 1997년

- 세리에 B
  - 우승 (3회): 1955년, 1977년, 2000년

- 코파 이탈리아 세리에 C
  - 우승 (1회): 1982년

### 국제
- 베네룩스컵
  - 우승: 1961
- 우런컵
  - 우승: 1965

## 선수 명단

### 현역
참고: FIFA 자격 규정에 따라 소속된 국가대표팀 국기를 표시합니다. 선수는 복수의 FIFA 비회원국 국적을 가지고 있을 수 있습니다.
| 번호 | 포지션 | 국적 | 이름 |
| ---- | ------ | ---- | ---- |

| 번호 | 포지션 | 국적 | 이름 |
| ---- | ------ | ---- | ---- |

## 역대 감독
| 감독                | 임기        |
| ------------------- | ----------- |
| 만리오 스코피뇨     | 1961 ~ 1965 |
| 만리오 스코피뇨     | 1974 ~ 1976 |
| 프란체스코 구이돌린 | 1994 ~ 1998 |